# Дебеси (Ошмянский район)
Дебеси (бел. Дэ́бесі) — деревня в Ошмянском районе Гродненской области Белоруссии. Входит в состав Гродинского сельсовета.

## География
Ближайшие населённые пункты Гологуры, Вяжи и др.
Рядом трасса Р52.

## История
В 1905 году в Полянской волости Ошмянского уезда Виленской губернии.
До 20 июня 1988 года деревня входила в состав Полянского сельсовета.

## Население

### Численность
- 2009 год — 10 жителей

### Динамика
- 1999 год — 20 жителей (перепись населения)
- 2009 год — 10 жителей (перепись населения)[2]

## Достопримечательность
- «Дейбиси» — пункт Дуги Струве, расположен в 0,5 км на северо-восток от деревни —  Историко-культурная ценность Республики Беларусь, шифр 410Д000001.

## Галерея

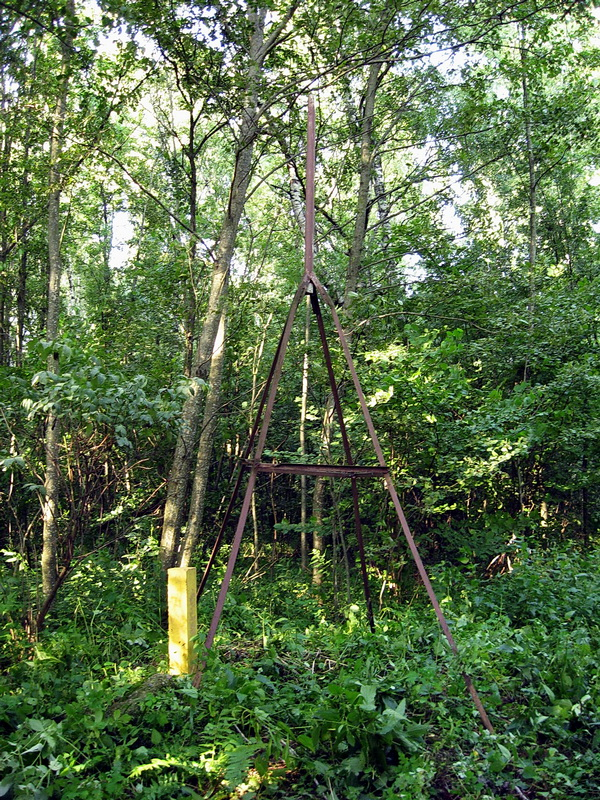
Пункт «Дейбиси»
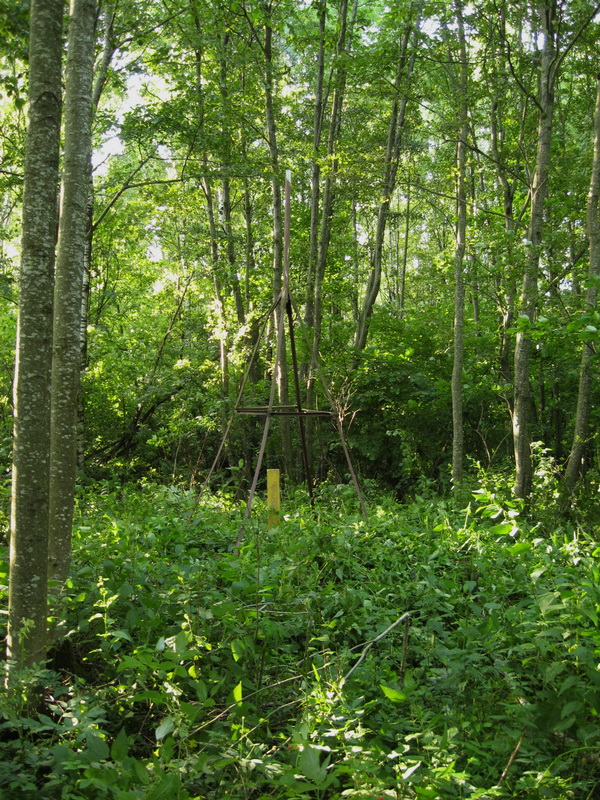
Пункт «Дейбиси»